# Onthophagus bellus
Onthophagus bellus är en skalbaggsart som beskrevs av D'orbigny 1905. Onthophagus bellus ingår i släktet Onthophagus och familjen bladhorningar. Inga underarter finns listade i Catalogue of Life.